# NOB C 2/2 (Maffei)
Die sechs Dampflokomotiven der Bauart C 2/2 der Schweizerischen Nordostbahn (NOB), wurden 1864 von Maffei in München hergestellt.
Diese Maschinen wurden von der NOB für Zürich–Zug–Luzern-Bahn beschafft, bei der die Schweizerische Nordostbahn den Betrieb durchführte. Die NOB übernahm 1892 die Zürich–Zug–Luzern–Bahn endgültig. Aus diesem Grund waren die Lokomotiven in das Nummernschema der NOB eingereiht.

## Technisches

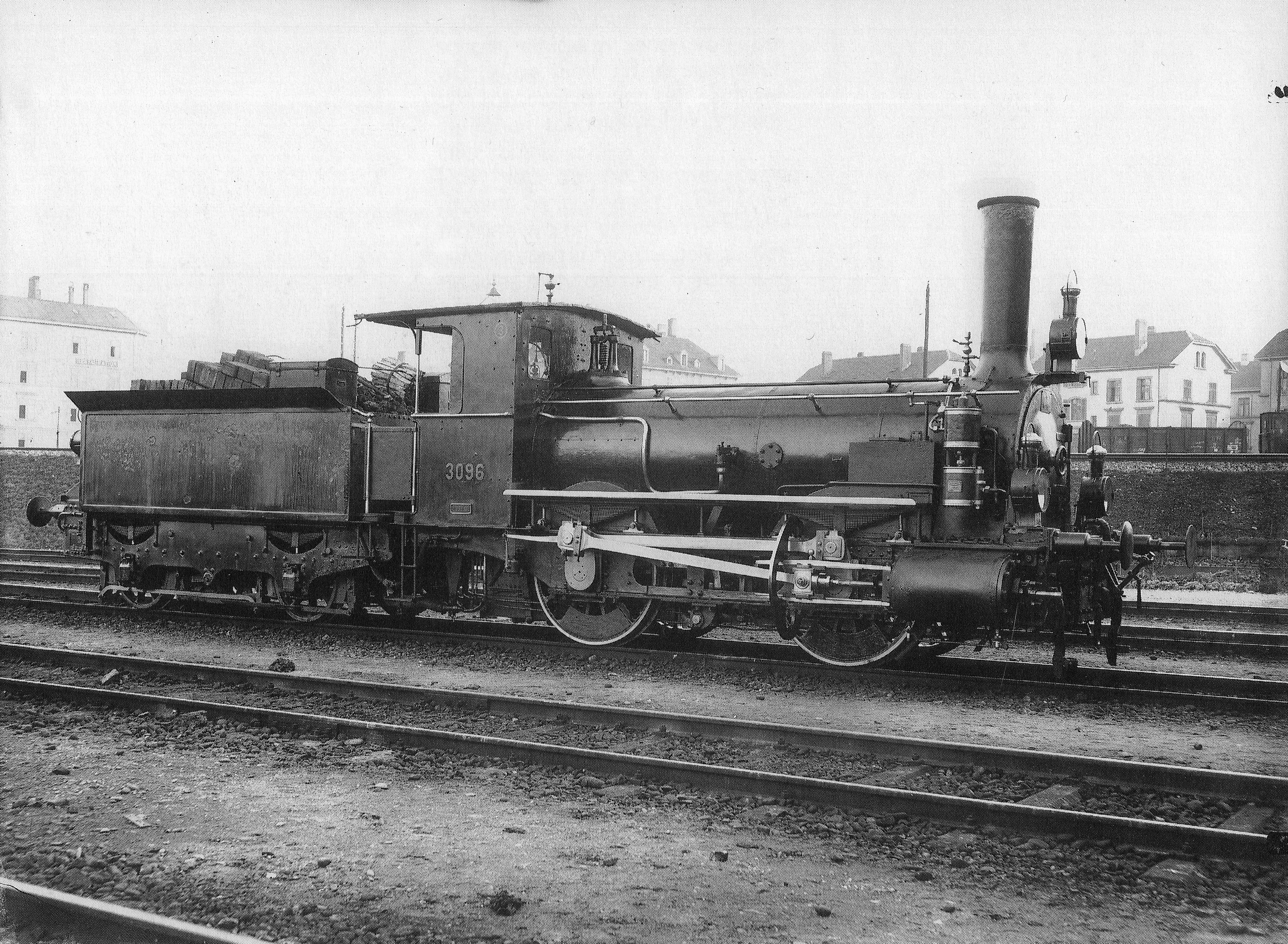
Ursprüngliche C 2/2 Nr. 42, nun als SBB-Lok Nr. 3096, im Depot F Zürich

Infolge des Konstruktionsproblems bei der D 2/2 und der dadurch verminderten Höchstgeschwindigkeit dieser Lok wurden 1864 für den Personenzugsdienst von der Lokomotivfabrik Maffei in München 6 Dampflokomotiven geliefert.
Es handelte sich um zweiachsige, 22 Tonnen schwere Lokomotiven mit einem zweiachsigen Tender. Der Achsstand der Maschinen betrug 2440 mm. Beide Achsen befanden sich vor der Feuerbüchse, dies auch wegen der zwischen dem Aussenrahmen angebrachten Steuerung. Dies bewirkte einen recht grossen hinteren Überhang, weshalb die Höchstgeschwindigkeit konstruktionsbedingt auf 55 km/h beschränkt werden musste. Damit erreichte auch diese Maschinen nicht die gewünschte Geschwindigkeit von 65 km/h, nach der sie trotzdem eingeordnet wurden.
Der Kessel lag 1730 mm über der Schienenoberkante. Der erste Kessel war aus Gussstahlblech gefertigt, die Feuerbüchse bestand aus Kupfer. Der Ersatzkessel war von der Bauart Maey. Das Treibwerk war ausserhalb des Rahmens angeordnet, die dafür notwendigen Antriebskurbeln waren nach Hall’scher verkürzter Bauart als Langhalskurbeln ausgebildet. Die Steuerung war in der Bauart Gooch innerhalb des Rahmens angeordnet, was eine Seltenheit bei Dampflokomotiven in der Schweiz war. Dadurch ergab sich ein nicht gerade vorteilhafter langer Dampfweg. Auch die Schieberschubstange musste bogenförmig um die Vorderachse geführt werden. Es waren zwei Sandkästen auf dem Umlaufblech vorhanden. Die Tragfedern standen über dem Rahmen, die vorderen Stützen der Federn der Vorderachse waren mit Winkelhebel und Zugstange unterhalb des Stossbalkens miteinander verbunden.
Die Spindelbremse wirkte nur auf die Tenderachsen und war achtklötzig ausgeführt. Der Tender hatte einen Aussenrahmen und die Tragfedern standen über den Achsen aussen am Rahmen. Um 1887–89 wurde eine Schleiferbremse eingebaut. Sie wurde 1893 durch eine der Westinghouse-Brermse ersetzt wurde die wie ihre Vorgängerin nur auf den Tender wirkte.

### Umbau in D 2/2

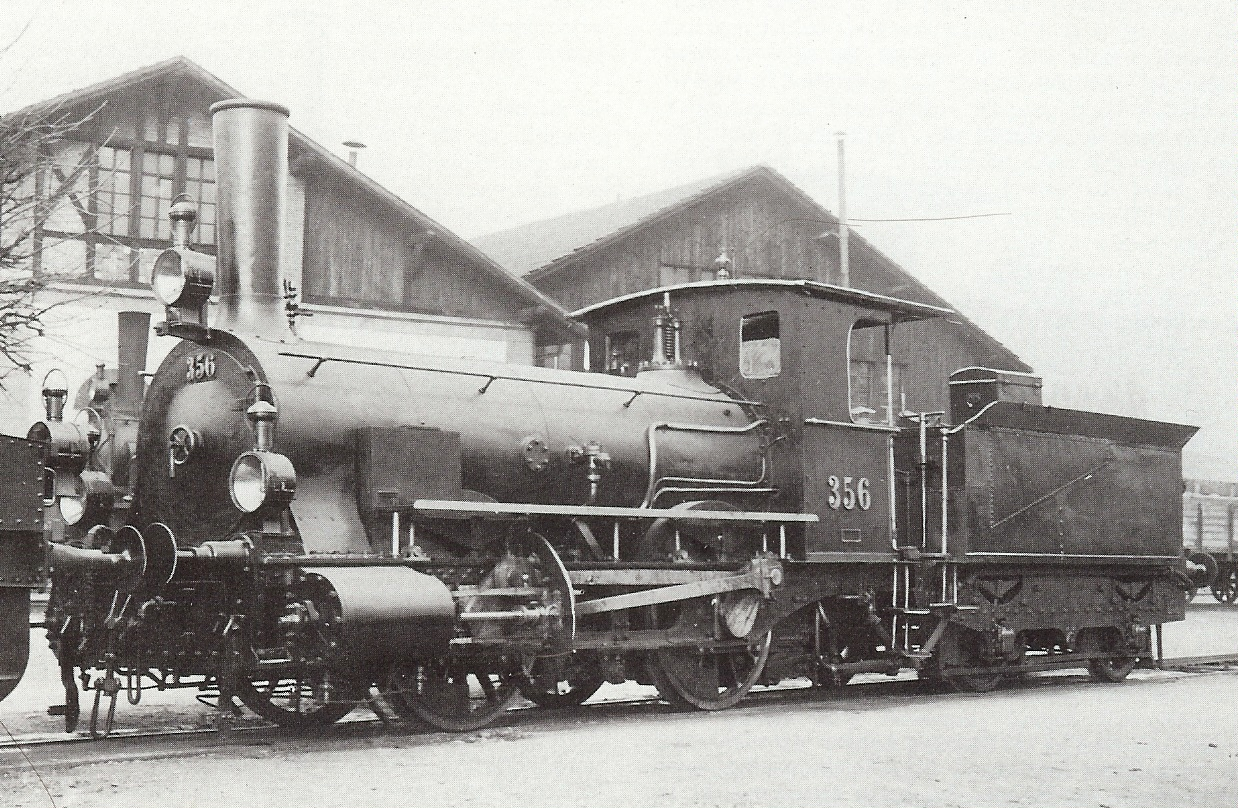
Nach Umbau zur NOB D 2/2 Nummer 356

Wegen der Reduktion der Höchstgeschwindigkeit war der Treibraddurchmesser für die 12 Promille Steigungen im Verhältnis zur Maschinenleistung zu gross. Deshalb wurden die Lokomotiven in der NOB-Werkstätte Zürich umgebaut.
Beim Umbau wurden die 1676 mm grossen Räder gegen solche mit einem Durchmesser von 1390 mm ersetzt. Zugleich wurde der Kessel gegen einen mit einer Feuerbüchse der Bauart Maey ersetzt. Auch an Tragfedern, Umlaufblech, Radkästen und Führerhaus fanden verschiedene Veränderungen statt. Die Umbaukosten werden für jede Maschine mit 35 500 Schweizer Franken angegeben. Der Umbau war ein Erfolg, denn danach galt sie als sparsame Maschine.

### Nummerntabelle
| NOB bis 1879 | NOB 1879–1895 | NOB 1895–1902 | SBB ab 1902 | Name   | Fabrik- nummer | Baujahr | Hersteller | Umbau 2. Kessel | Ausrangiert |
| ------------ | ------------- | ------------- | ----------- | ------ | -------------- | ------- | ---------- | --------------- | ----------- |
| 40           | 111           | 355           | 3094        | Luzern | 474            | 1864    | Maffei     | 1883            | 1906        |
| 41           | 112           | 356           | 3095        | Zug    | 475            | 1864    | Maffei     | 1877            | 1905        |
| 42           | 113           | 357           | 3096        | Altorf | 476            | 1864    | Maffei     | 1877            | 1905        |
| 43           | 114           | 358           | 3097        | Schwyz | 477            | 1864    | Maffei     | 1884            | 1906        |
| 44           | 115           | 359           | 3098        | Stanz  | 478            | 1864    | Maffei     | 1879            | 1905        |
| 45           | 116           | 360           | 3099        | Sarnen | 479            | 1864    | Maffei     | 1879            | 1906        |

## Betriebliches
Bis zur Übernahme durch die NOB (1892) dienten die Lokomotiven auf der Strecke der Zürich–Zug–Luzern-Bahn. Auch danach waren sie noch auf ihrer Heimstrecke anzutreffen. Ihr Gnadenbrot verdienten sie sich aber auf der Linthtalstrecke.
Bei den SBB waren sie der Hauptwerkstätte Zürich und somit dem Kreis III zugeteilt.